# مارک یانکو
مارک یانکو (آلمانی: Marc Janko؛ زادهٔ ۲۵ ژوئن ۱۹۸۳) بازیکن فوتبال پیشین اهل اتریش است.

## باشگاهی
از باشگاه‌هایی که در آن بازی کرده‌است می‌توان به آدمیرا واکر، ردبول زالتسبورگ، توئنته، پورتو، ترابوزان‌اسپور، سیدنی، بازل، اسپارتا پراگ و لوگانو اشاره کرد.

## تیم ملی
وی همچنین در تیم ملی فوتبال اتریش بازی کرده‌است.

## افتخارات

### باشگاهی
ردبول زالتسبورگ
- بوندس‌لیگا اتریش (۳): ۰۷–۲۰۰۶، ۰۹–۲۰۰۸، ۱۰–۲۰۰۹

توئنته
- جام حذفی فوتبال هلند (۱): ۱۱–۲۰۱۰
- سوپر جام فوتبال هلند (۱): ۲۰۱۱

پورتو
- لیگ برتر فوتبال پرتغال (۱): ۱۲–۲۰۱۱

بازل
- سوپر لیگ فوتبال سوئیس (۲): ۱۶–۲۰۱۵، ۱۷–۲۰۱۶
- جام حذفی فوتبال سوئیس (۱): ۱۷–۲۰۱۶[۱][۲]